# ユニス・ジェプキルイ・キルワ
ユニス・ジェプキルイ・キルワ（Eunice Jepkirui Kirwa、1984年5月20日 - ）は、ケニア出身でバーレーン国籍の陸上競技選手。専門は中距離・長距離走。

## 人物
ケニア出身。1999年の第1回世界ユース陸上競技選手権（ポーランド・ブィドゴシュチュ／ズジスワフ・クシシュコヴィアク・シュタディオン）に。弱冠15歳で出場、女子1,500mで5位入賞を果たしたのが国際舞台デビューである。その後、20歳代半ばにかけては障害競走を中心にトラックランナーとして活動した。
2006年から本格的にロードレースに参戦を図り、2008年にサンパウロハーフマラソン（ブラジル）にて1時間15分38秒で優勝を果たして以後、ロードランナーとしての実績を積み重ねる。初のフルマラソンは2012年のアスンシオン国際マラソン（パラグアイ）で、この時は2時間33分42秒のタイムで初マラソン初優勝であった。
2013年にはリスボンハーフマラソン（ポルトガル）でエドナ・キプラガト（エチオピア）に次いで2位に入賞l、パリマラソン（フランス）では2時間23分34秒で3位となった。
キルワは、2014年に国籍をケニアからバーレーンへ異動し、国際陸上競技連盟が同年告示した。2014年アジア競技大会（大韓民国・仁川広域市）ではバーレーン代表選手團の一員となり、女子マラソンに出場、木﨑良子（日本）との一騎打ちデッドヒートを13秒差で制して金メダルを獲得した。
2015年にはマラソンフェスティバル ナゴヤ・愛知のエリート女子マラソン部門である名古屋ウィメンズマラソンに出場、2時間22分8秒で優勝した。同年の第15回世界陸上競技選手権大会（中華人民共和国・北京市）にバーレーン代表として最終日の女子マラソンに出場、マレ・ディババ（エチオピア）、ジェミマ・スムゴング（ケニア）、ヘラー・キプロプ（ケニア）と終盤まで激しい鍔迫り合いを演じ、2時間27分39秒のタイムで優勝したディババと4秒差で3位（銅メダル）となった。
2016年は再び名古屋女子マラソンに出場、2時間22分40秒で2年連続優勝を飾る。同年の2016年リオデジャネイロオリンピック女子マラソンでは前年の世界選手権同様、またしてもキプロプ、ディババ、スムゴングとの道中激しく競り合う展開となり、スムコングに終盤突き放されたものの2時間24分13秒で2位に入線して銀メダルを獲得した。